# Nationalpark Bujratau
Der Nationalpark Bujratau  (kasachisch Бұйратау ұлттық паркі, Būiratau ūlttyq parkı) ist ein Nationalpark in Kasachstan.

## Lage
Der Park liegt im Nordosten von Kasachstan und erstreckt sich über rund 890 Quadratkilometer vorwiegend steppenartiges oder leicht bewaldetes und bergiges Gelände. Der Nationalpark liegt teilweise im Gebiet Aqmola und reicht im Süden bis in das Gebiet Qaraghandy.

## Geschichte
Der Forstwirtschafts- und Jagdausschuss des Landwirtschaftsministeriums der Republik Kasachstan suchte mit Unterstützung der Global Environment Facility (GEF) des Entwicklungsprogramms der Vereinten Nationen Steppenökosysteme zur Erhaltung und weiteren Entwicklung. Dazu geeignet war das Gebiet des heutigen Nationalpark Bujratau, das sich in der Übergangszone zwischen mäßig trockenen und sehr trockenen Steppenökosystemen in Kombination mit Waldökosystemen befindet und die geologischen, zoologischen und botanischen Voraussetzungen zur Schaffung eines Nationalparks erfüllte. Am 11. März 2011 wurde der Nationalpark eröffnet.

## Flora und Fauna
Der Park beherbergt 55 Säugetierarten und 183 Vogelarten. Die Reptilien sind durch die Zauneidechse (Lacerta agilis), die Ringelnatter (Natrix natrix) und die Wiesenotter (Vipera ursinii) vertreten. Die beiden im Park nachgewiesenen Amphibienarten sind die Wechselkröte (Bufo viridis) sowie der Moorfrosch (Rana arvalis). Über den Fischbestand in den beiden im Park befindlichen Seen liegen keine vollständigen Angaben vor. Auch für die Anzahl der Insektenarten liegen nur rudimentäre Angaben vor. Außerdem wurden im Park 610 Gefäßpflanzen festgestellt. Es ist zu erwarten, dass sich bei intensiver Forschung durch Spezialisten die Anzahl der im Park vorkommenden Tier- und Pflanzenarten erhöhen wird.

## Tourismus
Touristischen Aktivitäten im Park werden gefördert. Entwickelt und genehmigt sind vier Touristenrouten. Die Touren finden im Sommer sowohl in Gruppen als auch einzeln statt. Die Parkverwaltung arbeitet kontinuierlich an der Erhaltung und dem Ausbau der Wanderwege. Für den Besuch des Parks wird eine Gebühr erhoben.